# Paradis du Bushman
Paradis du Bushman (Bushman Paradise Cave) est une grotte située dans la région d'Erongo, en Namibie. Elle est classée monument national de Namibie depuis le 1er juillet 1954.

## Galerie

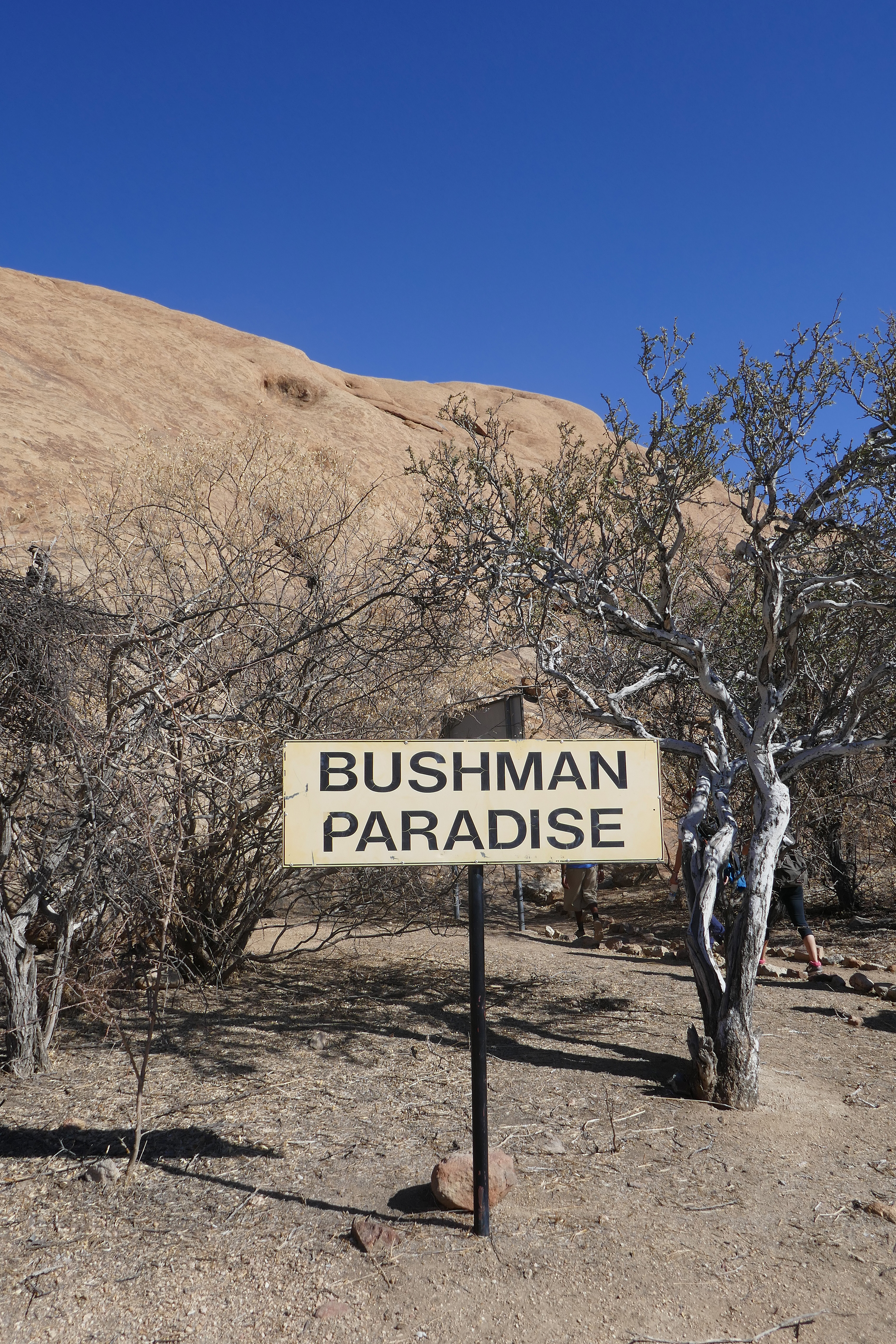
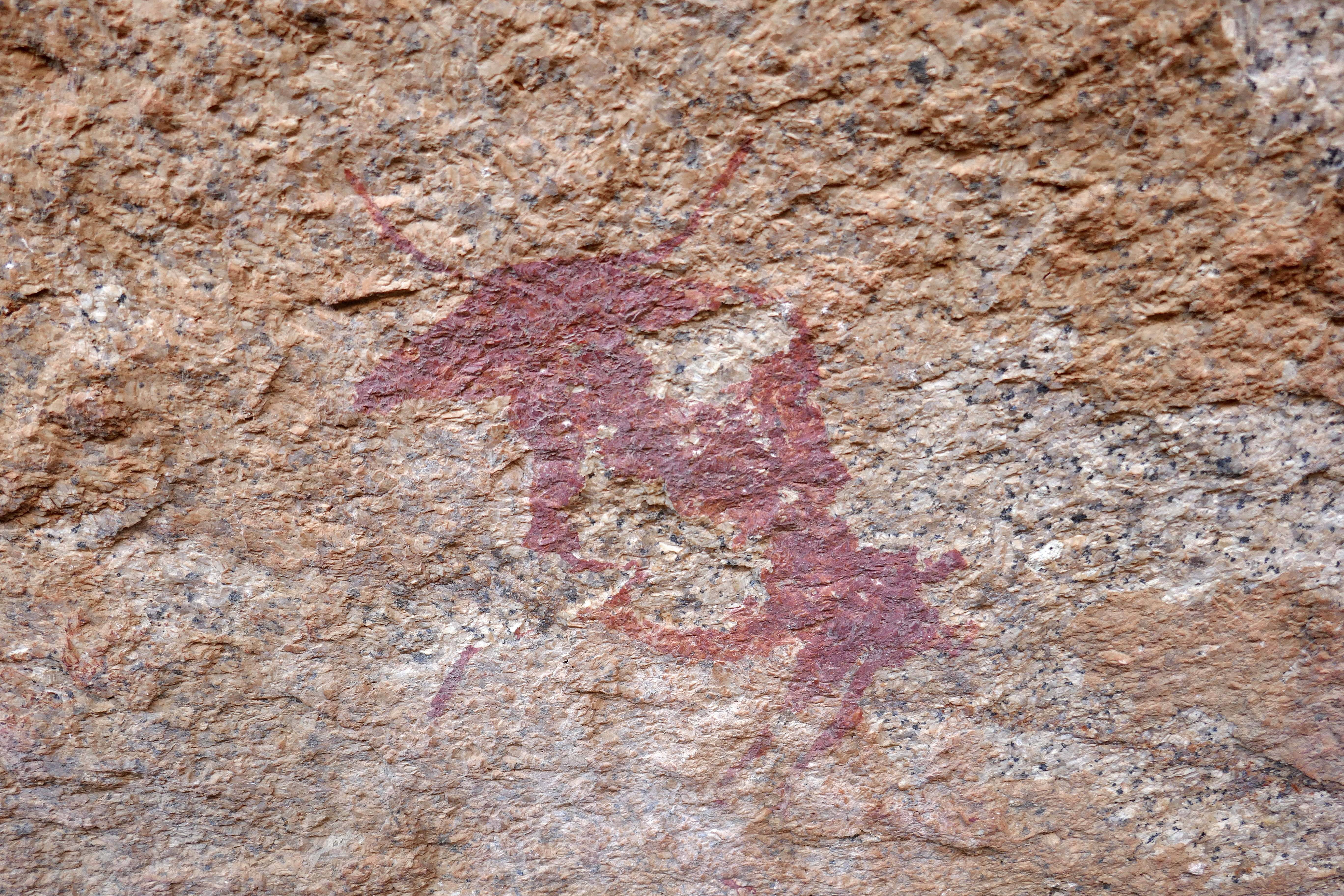
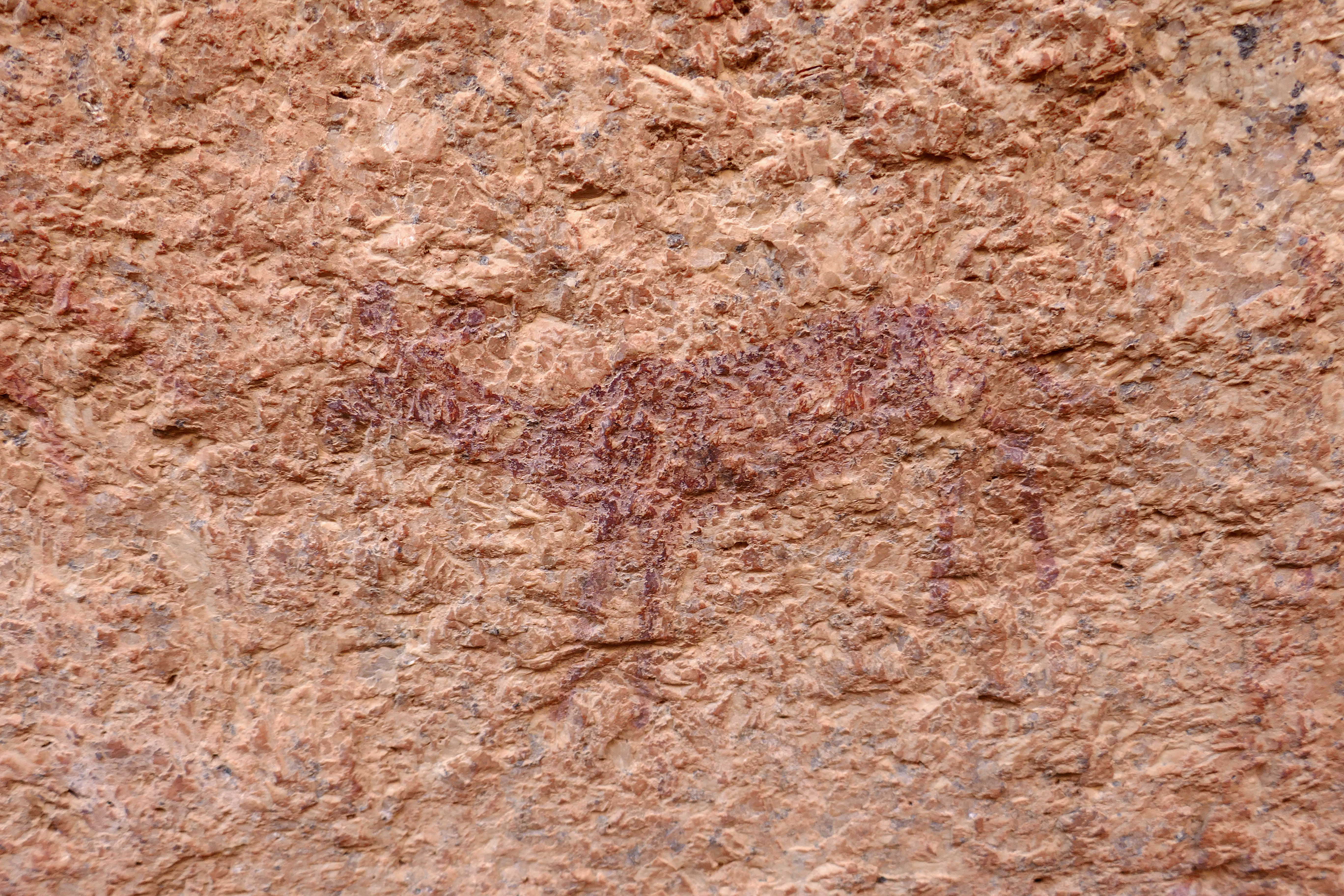